# Confetto decorato
Il confetto decorato rappresenta un'espressione o variante artistica di un confetto tradizionale. In genere si presentano con forme classiche, con l'aggiunta di applicazioni quali fiori, foglie o altro in pasta di zucchero, minuziosamente modellati e posizionati a mano.

## Realizzazione
Per la realizzazione dei confetti decorati, si prediligono generalmente i confetti al cioccolato, in quanto questi presentano una forma più regolare ed appiattita. La pasta di zucchero utilizzata per la realizzazione delle decorazioni è un semilavorato composto da glucosio, zucchero impalpabile, colla di pesce e acqua, addizionata alla scelta del colorante alimentare utile. Le applicazioni vengono minuziosamente modellate a mano anche mediante l'ausilio di piccoli strumenti e adagiati sul confetto precedentemente inumidito con acqua.
Gli elementi per fini alimentari utilizzati per la preparazione, uniti alle buone norme igieniche di base, garantiscono la commestibilità del confetto decorato.

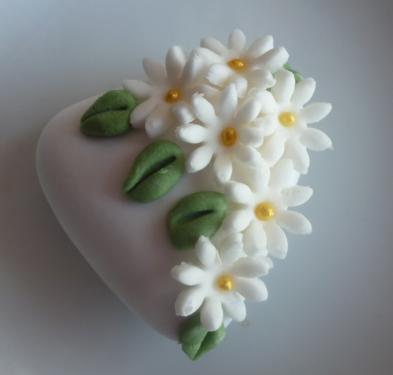
Confetto decorato a mano in pasta di zucchero
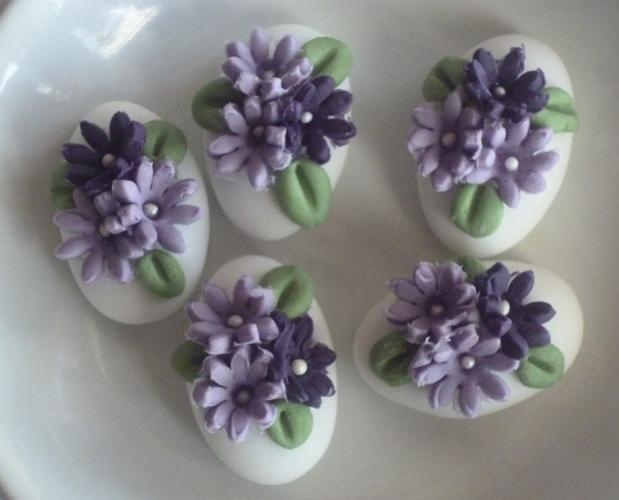
Confetto decorato a mano in pasta di zucchero
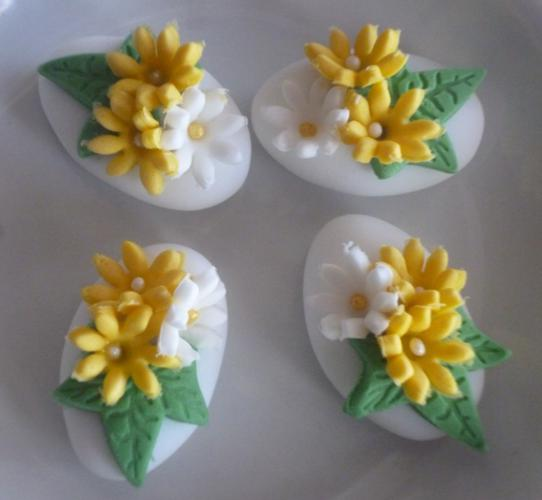
Confetto decorato a mano in pasta di zucchero
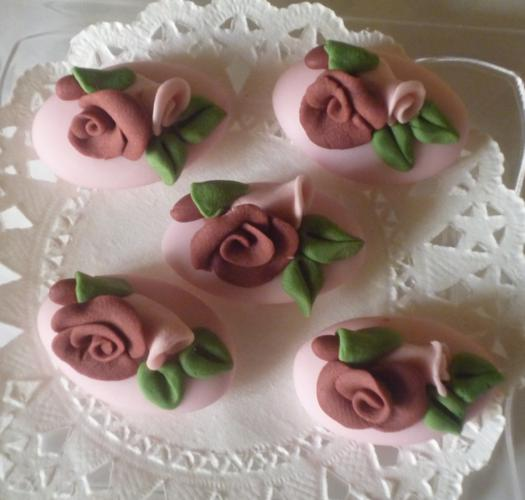
Confetto decorato a mano in pasta di zucchero
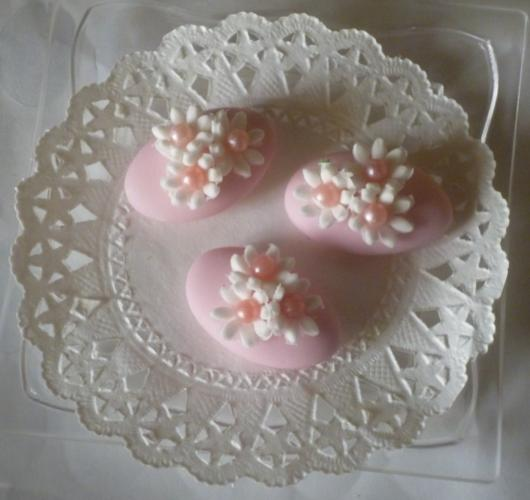
Confetto decorato a mano in pasta di zucchero
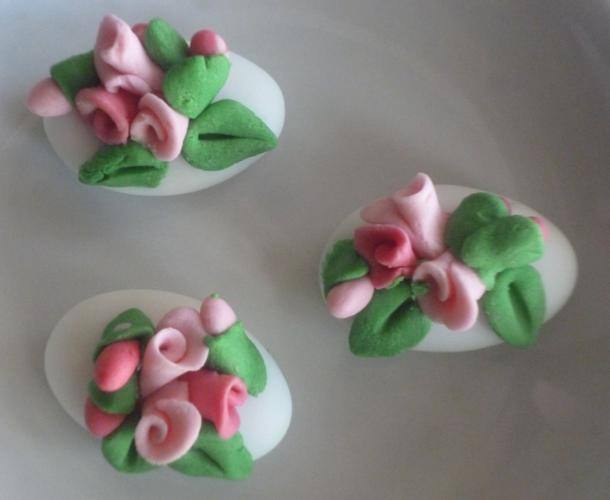
Confetto decorato a mano in pasta di zucchero
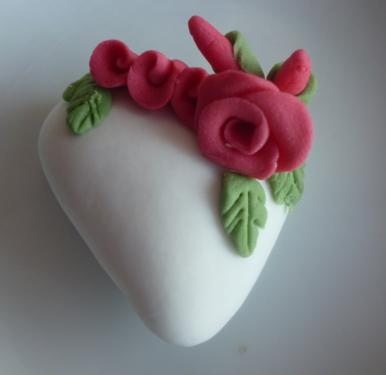
Confetto decorato a mano in pasta di zucchero
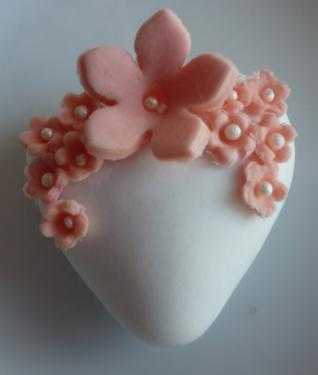
Confetto decorato a mano in pasta di zucchero
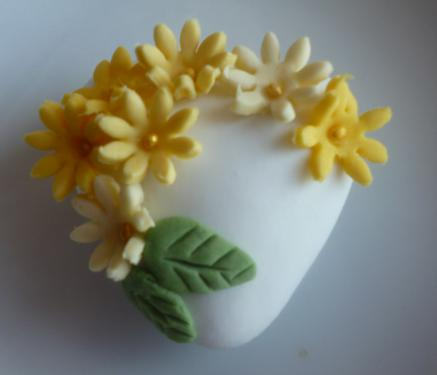
Confetto decorato a mano in pasta di zucchero
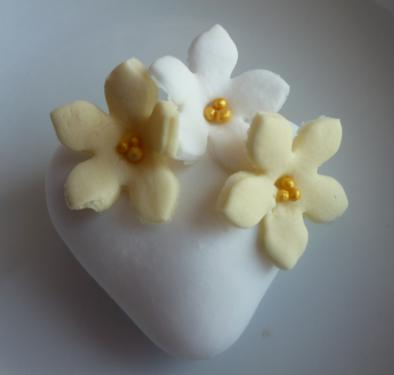
Confetto decorato a mano in pasta di zucchero
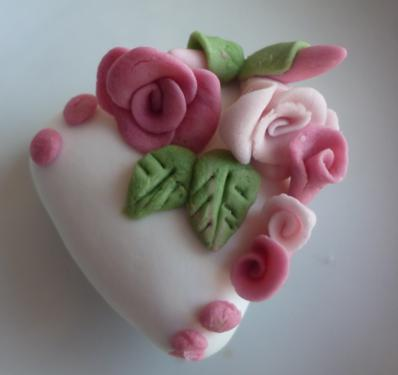
Confetto decorato a mano in pasta di zucchero
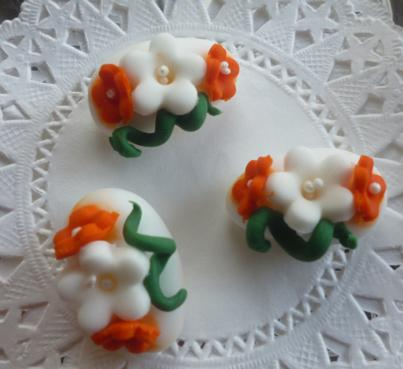
Confetto decorato a mano in pasta di zucchero
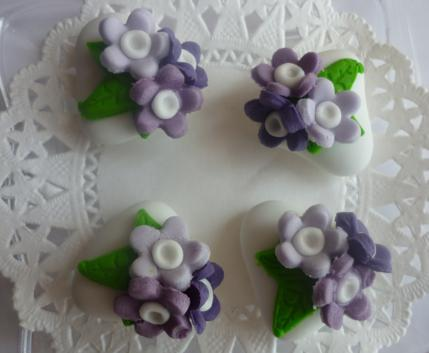
Confetto decorato a mano in pasta di zucchero
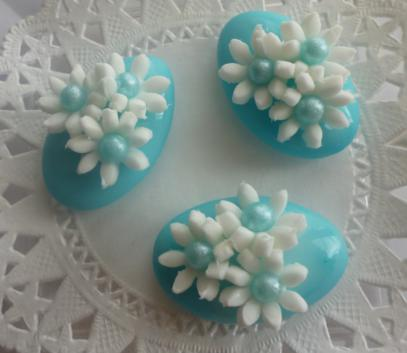
Confetto decorato a mano in pasta di zucchero
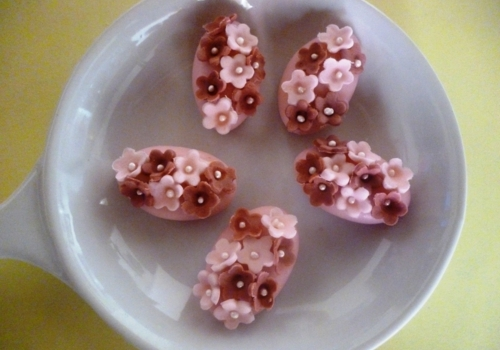
Confetto decorato a mano in pasta di zucchero